# Belgischer Rundfunk
De Belgischer Rundfunk (BRF) is de Belgische publieke omroep van de Duitstalige Gemeenschap.

## Geschiedenis
In 1938 werden vanuit een studio in Eupen de eerste uitzendingen van de DRB - de Deutschsprachige Rundfunkvereinigung belgiens - verzorgd. De DRB moest gelden als Belgisch antwoord op de propaganda van Duitse radiostations in de Oostkantons. Later verhuisde de DRB naar Brussel, maar al in 1940 schafte de Duitse bezetter de zender af. Na de Tweede Wereldoorlog, waarin de Oostkantons opnieuw geannexeerd waren door Duitsland, moest de radio eens te meer de integratie van de Duitstaligen in België bevorderen. De DRB kwam niet meer terug, maar in plaats daarvan kwamen vanaf 1 oktober 1945 uitzendingen via de middengolf van het NIR/INR te Brussel. De uitzendingen staan bekend als de Emissions en Langue allemande (ELA). Veel meer dan een dagelijks programma van 20 (later 30) minuten was het niet.
Vanaf 1960 begon de toenmalige BRT/RTB uit te zenden via FM vanuit Luik. Enkele jaren later, in 1965, ontstond de Belgischer Hör- und Fernsehfunk (BHF). Toch zou het nog enkele tientallen jaren duren vooraleer de BRF ook zijn eerste televisie-uitzending uitvoerde. Op 18 februari 1977 veranderde de naam van de  BHF in BRF en ging men vanuit Eupen uitzenden.

## Programma's

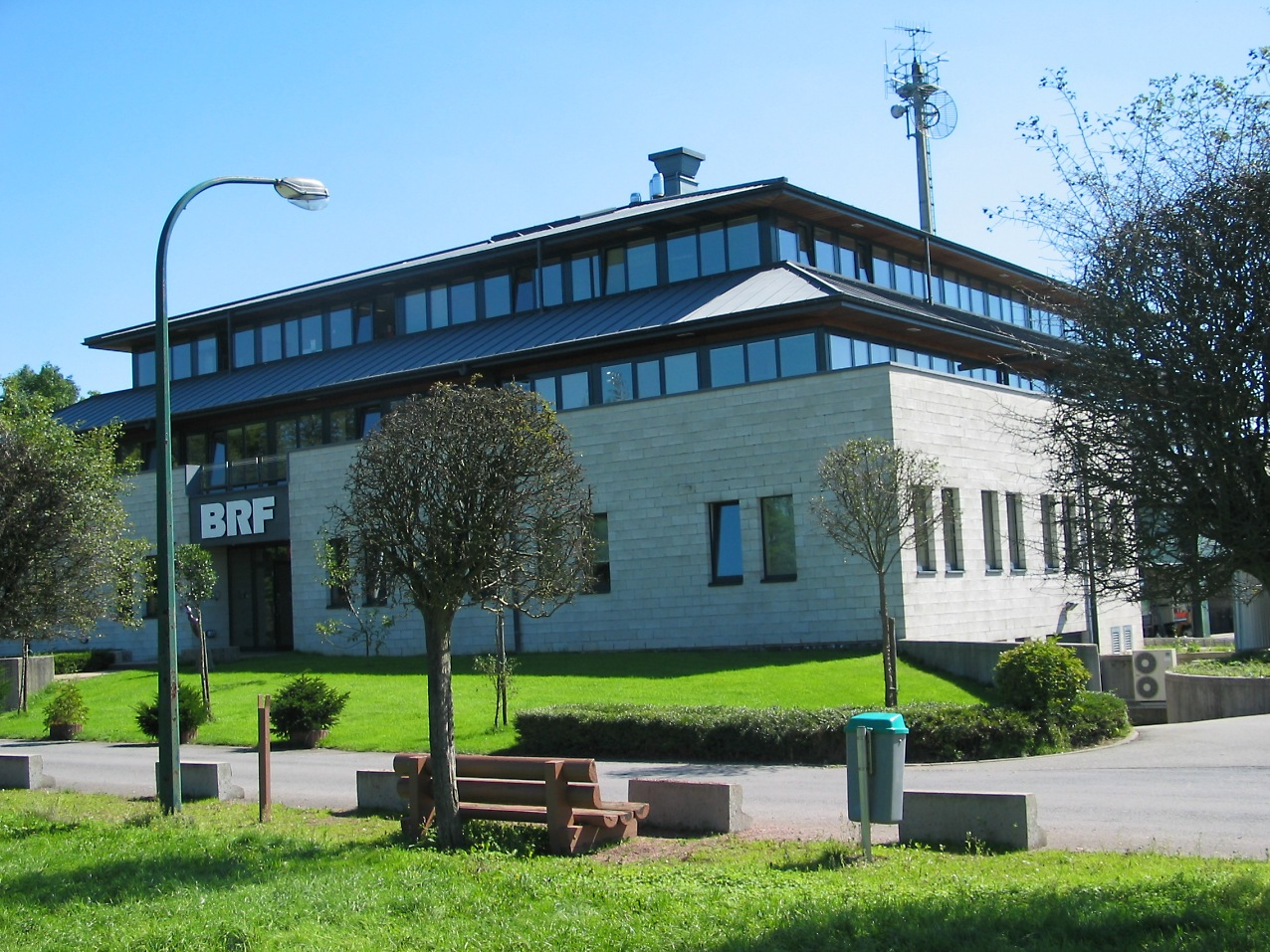
BRF Gebouw Eupen

De BRF zendt uit op twee radiozenders in de Oostkantons (BRF1 en BRF2), en een gezamenlijke zender met de Deutschlandfunk in Brussel, allen via de FM-band. BRF 1 is in heel Wallonië te horen in het DAB-boeket alsmede in het (free to air) DVB-T aanbod van de RTBF.
Verder verzorgt de omroep ook televisie-uitzendingen via televisiezender BRF Fernsehen (voorheen KA3), via de kabel en dagelijks op het DVB-T kanaal van EuroNews via de RTBF-mux om 18:45-19 en 21:45-22 uur. Het programma bestaat sinds 1999 uit een nieuwsprogramma dat elk uur herhaald wordt. De Belgischer Rundfunk wisselt nieuws uit met L1, Westdeutscher Rundfunk (WDR) en Waalse en Vlaamse radiozenders. Voor entertainment zijn de Duitstaligen sinds jaar en dag aangewezen op de televisiesignalen vanuit Duitsland.

## Faciliteiten
In 1995 opende in Eupen een nieuw en modern omroepgebouw. In Sankt Vith en Brussel heeft de BRF regionale studio's.
De hoogste zendmast van de BRF staat in het Belgische Raeren (Petergensfeld). Via deze mast wordt 100'5 Das Hitradio uitgestraald. Deze mast zou in de toekomst ook kunnen gebruikt worden door de ARD en ZDF voor een betere DVB-T-dekking van de regio Aken. BRF bezit ook enkele kleinere zendmasten en gebruikt antennes in de mast van de RTBF te Ougrée.